# タシグループ
タシグループ（たしぐるーぷ）とは、ブータン国内最大手の民営複合企業体である。
1959年、ブータン南西部のプンツォリンにて創業。
タシ航空（ブータン航空）やタシ・インフォコム、Tバンク、ドゥルクスクールなど40を超える系列企業を有する。ブータン国内最大手の民間企業である同グループは、化学工場やフェロシリコン工場、清涼飲料製造工場を運営している。